# Parazonio

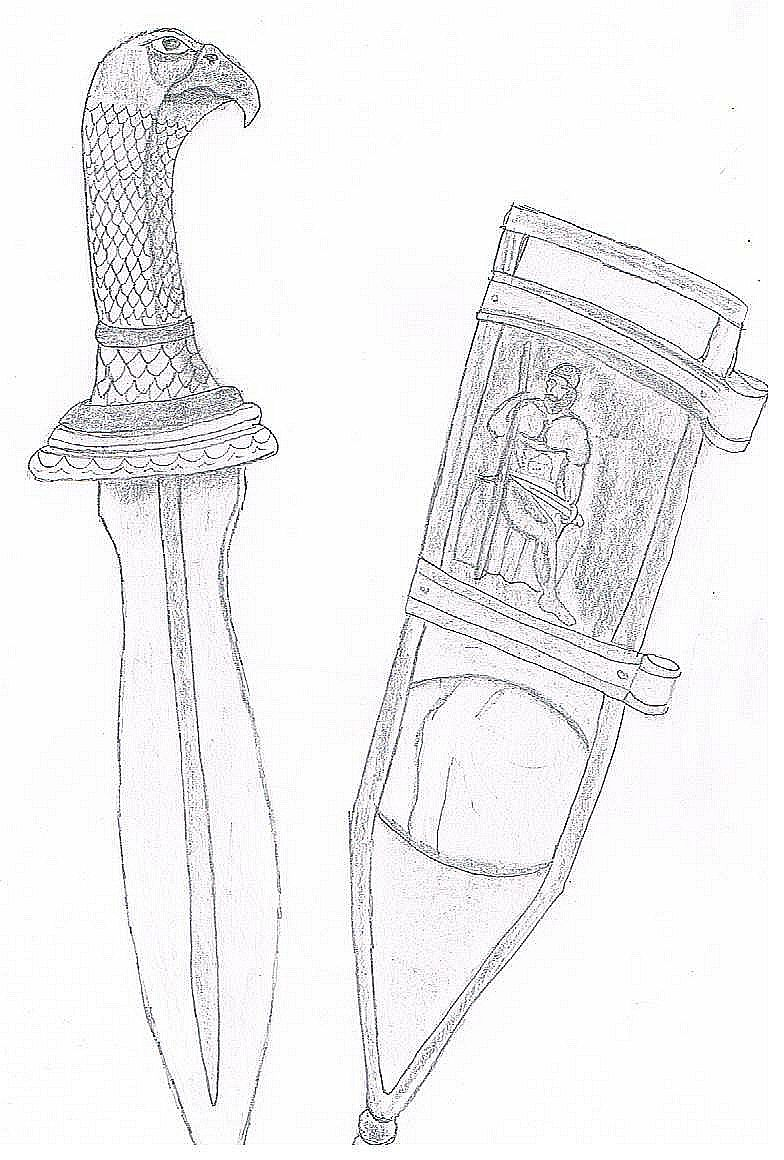
Parazonio o parazonium.

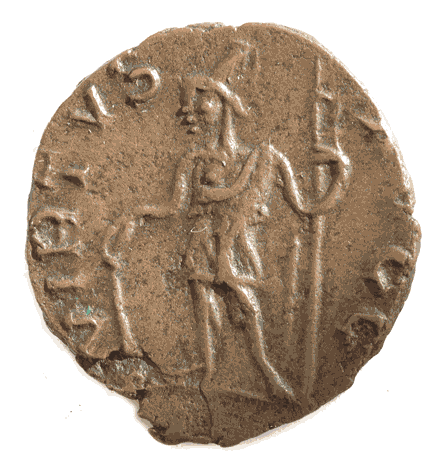
Virtus en una moneda, llevando una lanza y un parazonio.

Un parazonio (latín: parazonium, procedente del griego: παραζώνιον) es una daga o espada corta y ancha que altos oficiales militares griegos y sobre todo, romanos, llevaban en el lado izquierdo de la cintura, sujeto con una correa (cinctorium). Se utilizaba más como símbolo de distinción que como arma. 
Se distinguía claramente de la espada (gladius), mucho más larga, que llevaban los simples soldados romanos en el lado derecho, sujetada por un arnés (balteus).
En la mitología romana, con frecuencia, era portado por Virtus, particularmente en sus representaciones más antiguas. A veces también era portado por las deidadesMarte, Roma y Honos o por los emperadores romanos, a quien les otorgaba un aura de coraje.
En la estatuaria romana, el arma es sostenida en el brazo izquierdo del portador en la columna de Trajano. Existen ejemplos en estatuas que muestran que la forma de la vaina del parazonio es una copia directa de los escasos parazonios griegos que pueden contemplarse en museos de la Antigua Grecia. Sin embargo, la empuñadura o el pomo del arma no son copias del estilo griego. La tapa del pomo suele ser una cabeza de águila (existe un caso excepcional conocido de águila bicéfala) o un pomo bilobulado. Los detalles de la empuñadura en las estatuas no suelen estar claros. 
La hoja del parazonio romano solía medir aproximadamente entre 38 y 46 cm de longitud. El uso del parazonio romano era algo teatral, en el sentido de que era una señal de rango y se utilizaba para reunir a las tropas. Al parecer, el procedimiento usual era que el oficial militar cambiaba su parazonio por una gladius o una spatha cuando se sentía directamente amenazado durante una batalla.
En numismática también se encuentran representaciones del parazonio, como en un sestercio, acuñado en Roma por Galba, para honrar a la ciudad de Clunia, con la leyenda HISPANIA CLVNIA SVL(PICIA) S C. en su reverso, apareciendo él mismo, sentado en una silla curul, sosteniendo un parazonio y recibiendo Palladium a manos de la representación de la diosa de la ciudad que porta cornucopia.